# 이키
이키(일본어: いき)란 일본 에도 시대 후기에 에도 후카가와의 조닌계급 사이에서 발생한 미의식이다. 이키란 몸짓이나 행동등이 세련되고 멋지게 느껴지는 것, 멋지게 노는 법을 아는 것 등의 의미를 포함한다. 반대어는 야보(野暮)이다.
이키는 단순미에 대한 지향등 와비 사비 등의 다른 미의식과 공통되는 점도 있다. 그러나 무상등 종교적 관념과 깊은 와비 사비가 난해하다고 느껴지는데 비해 이키는 さっぱり 삿파리[*], すっきり 슷키리[*] 등의 단어와 같이 좀 더 친근하고 의미는 확대되었지만, 현재도 일상적으로 사용되고 있다.

## 구키의 이키론
일본의 철학자 구키 슈조(九鬼 周造)가 쓴 《이키의 구조》(1930년)에서는 에도 시대 특유의 미의식이 처음으로 철학적으로 고찰되었다. 구키 슈조는 이키를 다른 언어로는 동일한 의미를 갖는 단어를 찾을 수 없다는 점에서 이키를 일본특유의 미의식으로 규정했다.

## 이키(いき)와 이키(粋)
이키를 한자로 粋로 표기하는 경우가 많으나, 가미가타의 미의식인 스이(粋, すい)와 구별하기 위하여 히라가나로 표기하는 것이 관례다.